# تپه حکان آ
تپه حکان آ در شهرستان رزن، بخش قروه درجزین، روستای حکان واقع شده و این اثر در تاریخ ۲۳ شهریور ۱۳۸۲ با شمارهٔ ثبت ۱۰۱۱۰ به‌عنوان یکی از آثار ملی ایران به ثبت رسیده است.